# Modesto Malachias
Modesto Malachias, detto Modesto (Campinas, 20 marzo 1950), è un ex calciatore brasiliano, di ruolo difensore.

## Biografia
Nato nello Stato di San Paolo, in seguito al ritiro dal mondo del calcio è tornato a Campinas, dove ha intrapreso un'attività in proprio.

## Caratteristiche tecniche
Giocava come difensore centrale.

## Carriera

### Club
Iniziò a giocare a calcio nel piccolo Palmeiras di São João, con cui debuttò nel 1971; successivamente, fu acquistato dall'Uberaba, squadra dello Stato di Minas Gerais. Da tale società lo prelevò l'Atlético Mineiro, e Modesto riuscì a sostituire il titolare Márcio, ottenendo il posto da titolare per la sua prima stagione con la maglia del Galo. Debuttò in massima divisione il 5 settembre 1976 contro l'América-MG al Mineirão, e in quella annata mise a segno anche le sue uniche due reti in massima serie, contro Náutico e Bahia. Dopo sole cinque presenze nel III Copa Brasil, ne accumulò tredici nella stagione seguente, che fu anche l'ultima con la maglia del club mineiro. Difatti, nel 1979 si trasferì nello Stato di Goiás, per giocare dapprima con il Vila Nova e in seguito con l'Atlético Goianiense, totalizzando quattordici presenze in campionato per ciascuna delle due squadre.

### Nazionale
Nel 1975 ottenne la convocazione per la Copa América. Tuttavia, non fu mai impiegato dal CT Brandão.

## Palmarès

### Club

#### Competizioni nazionali
- Campionato Mineiro: 2

Atlético Mineiro: 1976, 1978